# Rem (luna)
Rem (mednarodno ime Remus ) je notranja in manjša luna asteroida 87 Silvije v glavnem asteroidnem pasu. Zunanja in večja luna Silvije pa je Romul.

## Odkritje
Asteroidno luno so odkrili Franck Marchis iz Univerze na Berkeleyu ter Pascal Descamps, Daniel Hestroffer in Jérôme Berthier iz Observatorija v Parizu v  Franciji 9. avgusta 2004..Uporabljali so teleskop Yepun  na Evropskem južnem observatoriju (ESO) v Čilu.  Njegova polna oznaka je  (87) Silvija II Remus. Preden je dobil uradno ime so ga poznali kot S/2004 (87) 1. Ime po Romu, ki je bil eden izmed dvojčkov Reje Silvije iz rimske mitologije. Dvojčka je vzgojila volkulja, oba pa sta ustanovitelja Rima.

## Lastnosti
Luna Rem je skupek manjših teles, ki so nastala ob trku starševskega telesa z neznanim (verjetno) asteroidom. Druga znana luna Romul ima verjetno podobno zgradbo. Tudi ta luna je nastala ob (istem) trku asterodov. Zaradi tega pričakujemo, da bodo albedo in [gostota]] obeh lun podobna albedu in gostoti asteroida Silvija.
Tirnica lune Rem je stabilna, ker leži znotraj Hillove krogle (1/100 polmera Silvije). Je pa tudi precej zunaj sinhrone tirnice .
Na površini lune Rem ima Silvija zelo veliko navidezno velikost 30°×18°, velikost lune Romul pa se spreminja med 1,6° in 0,5°.